# Aspidogyne herzogii
Aspidogyne herzogii là một loài thực vật có hoa trong họ Lan. Loài này được (Schltr.) Ormerod mô tả khoa học đầu tiên năm 2007.